# 加瀬政広
加瀬 政広（かせ まさひろ）は、日本のアニメーター、キャラクターデザイナー、小説家。大阪府出身。元日本アニメーション所属。現在はアニメアールを退社しアニメーターを引退。
2022年頃から土日限定で中崎町で似顔絵を描いてる。
日本のアニメーションだけでなく、韓国のアニメーションのキャラクターデザインなども手がけている。アミューズメントメディア総合学院や大阪アニメーター学院の講師も務める。2012年、『慕情二つ井戸』で第34回小説推理新人賞を受賞。2015年、『天満明星池』で単行本デビュー。

## 参加作品

### テレビアニメ
- ペリーヌ物語（1978年、作画）
- 赤毛のアン（1979年、作画）
- トム・ソーヤーの冒険（1980年、原画）
- 忍者ハットリくん（1981年、作画）
- 南の虹のルーシー（1982年、原画）
- 装甲騎兵ボトムズ（1983年 - 1984年、原画）
- 機甲界ガリアン（1984年 - 1985年、原画）
- 超獣機神ダンクーガ（1985年、作画監督）
- 蒼き流星SPTレイズナー（1985年 - 1986年、原画）
- 愛少女ポリアンナ物語（1986年、原画）
- マシンロボ クロノスの大逆襲（1986年 - 1987年、原画）
- シティーハンター（1987年 - 1988年、原画）
- ミスター味っ子（1987年 - 1989年、キャラクターデザイン[1]、作画監督）
- らんま1/2 熱闘篇 （1989年 - 1992年、原画）
- ドラゴンクエスト（1989年 - 1990年、原画）
- ふしぎの海のナディア（1990年 - 1991年、作画監督）
- 楽しいムーミン一家（1990年 - 1992年、原画）
- ゲンジ通信あげだま（1991年 - 1992年、原画）
- 風の中の少女 金髪のジェニー（1992年 - 1993年、キャラクターデザイン、作画監督）
- 平成イヌ物語バウ（1993年 - 1994年、原画）
- 忍たま乱太郎（1993年 - 、作画監督）
- とっても!ラッキーマン（1994年 - 1995年、原画）
- メタルファイター♥MIKU（1994年、原画）
- 魔法陣グルグル（1994年 - 1995年、キャラクターデザイン、作画監督）
- はりもぐハーリー（1996年 - 1997年、原画）
- EAT-MAN（1997年、原画）
- スーパーフィッシング グランダー武蔵（1997年、キャラクターデザイン）
- シティーハンター グッド・バイ・マイ・スイート・ハート（1997年、原画）
- ポケットモンスター（1997年 - 2002年、原画）
- 中華一番!（1997年 - 1998年、作画監督、原画）
- 熱沙の覇王ガンダーラ（1998年、原画）
- プリンセスナイン 如月女子高野球部（1998年、原画）
- カウボーイビバップ（1998年、原画）
- 彼氏彼女の事情（1998年 - 1999年、原画）
- ガサラキ（1998年 - 1999年、原画）
- HUNTER×HUNTER（第1作）（1999年 - 2001年、作画監督）
- 無限のリヴァイアス（1999年 - 2000年、原画）
- 今、そこにいる僕（1999年 - 2000年、原画）
- コレクター・ユイ（2000年、原画）
- ドキドキ♡伝説 魔法陣グルグル（2000年、キャラクターデザイン、作画監督）
- はじめの一歩（2000年 - 2001年、原画）
- グラップラー刃牙（2001年、原画）
- 地球防衛家族（2001年、原画）
- フルーツバスケット（2001年、原画）
- Cosmic Baton Girl コメットさん☆（2001年 - 2002年、原画）
- 星のカービィ（2001年 - 2003年、原画）
- 七人のナナ（2002年、原画）
- 炎の蜃気楼（2002年、原画）
- わがまま☆フェアリー ミルモでポン!（2002年 - 2003年、原画）
- ハングリーハート WILD STRIKER（2002年 - 2003年、総作画監督）
- ぽぽたん（2003年、原画）
- アストロボーイ・鉄腕アトム（2003年 - 2004年、原画）
- PAPUWA（2003年 - 2004年、作画監督）
- F-ZERO ファルコン伝説（2003年 - 2004年、原画）
- マーメイドメロディー ぴちぴちピッチ（2003年 - 2004年、原画）
- B-伝説! バトルビーダマン（2004年、原画）
- 愛してるぜベイベ★★（2004年、原画）
- 神無月の巫女（2004年、原画）
- 砂ぼうず（2004年、原画）
- アガサ・クリスティーの名探偵ポワロとマープル（2004年 - 2005年、原画）
- ファンタジックチルドレン（2004年 - 2005年、原画）
- マシュマロ通信（2004年 - 2005年、レイアウト）
- ギャラリーフェイク（2005年、原画）
- ARIA The ANIMATION（2005年、原画）
- カード王 ミックスマスター（2005年 - 2006年、キャラクターデザイン）
- ぜんまいざむらい（2006年 - 2010年、作画監督）
- レ・ミゼラブル 少女コゼット（2007年、作画監督）
- ゼロ デュエル・マスターズ（2007年、作画監督）
- Devil May Cry（2007年、原画）
- 地球へ…（2007年、原画）
- 天元突破グレンラガン（2007年、原画）
- イナズマイレブン（2008年 - 2011年、作画監督）
- こんにちは アン 〜Before Green Gables（2009年、原画）
- にゃんこい!（2009年、原画）
- 犬夜叉 完結編（2009年、原画）
- スーパーロボット大戦OG ジ・インスペクター（2010年、原画）
- 心霊探偵 八雲（2010年、原画）
- これはゾンビですか?（2011年、原画）
- STEINS;GATE（2011年、原画）
- パパのいうことを聞きなさい!（2012年、原画）
- しろくまカフェ（2012年、原画）
- ヨルムンガンド（2012年、原画）
- リトルバスターズ！～Refrain～（2013年、原画）
- クレヨンしんちゃん（2015年 - 、原画）
- おそ松さん（2015年 - 2016年、原画）
- 双星の陰陽師（2016年、原画）
- はじめてのギャル（2017年、原画）
- 魔法陣グルグル（2017年のアニメ）（2017年、原画）
- うちタマ?! 〜うちのタマ知りませんか?〜（2020年、OP原画、原画）
- 半妖の夜叉姫（2021年、作画監督、原画）
- ルパン三世 PART6（2021年 - 2022年、原画[注釈 1]）
- お隣の天使様にいつの間にか駄目人間にされていた件（2023年、原画）
- 英雄王、武を極めるため転生す 〜そして、世界最強の見習い騎士♀〜（2023年、原画）
- 僕の心のヤバイやつ（2023年、原画）

### OVA
- ドリームハンター麗夢（1985年、原画）
- 禁断の黙示録 クリスタル・トライアングル（1987年、原画）
- NEWドリームハンター麗夢　夢の騎士達（1990年、原画）
- スケバン刑事（1991年、サブキャラクターデザイン、作画監督）
- 炎の転校生（1991年、原画）
- 三毛猫ホームズの幽霊城主（1992年、原画）
- 青空少女隊（1994年 - 1996年、原画）
- 卒業 ～Graduation～ 聖羅ヴィクトリー（1995年、原画）
- FAKE（1996年、原画）
- 機動戦士ガンダム 第08MS小隊（1996年 - 1999年、原画）
- 太陽の船 ソルビアンカ（1999年、原画）
- ジオブリーダーズ2 魍魎遊撃隊 File-XX 乱戦突破（2000年 - 2001年、原画）
- 合体ロボット アトランジャー（2011年、原画）

### Web アニメ
- いくぜっ! 源さん（2008年、作画監督）

### 劇場アニメ
- ギャラガ HYPER-PSYCHIC-GEO GARAGA（1989年、原画）
- 機動戦士ガンダムF91（1991年、原画）
- 老人Z（1991年、レイアウト、原画）
- 平成イヌ物語 原始イヌ物語バウ（1994年、キャラクターデザイン、作画監督[2]
- 魔法陣グルグル 劇場版（1996年、キャラクターデザイン、作画監督）
- トイレの花子さん（1996年、原画）
- 機関車先生（1997年、原画）
- 劇場版 フランダースの犬（1997年、原画）
- 魔法学園LUNAR! 青い竜の秘密 -すっぽこ魔法作戦-（1997年、原画）
- 名探偵コナン 14番目の標的（1998年、原画）
- 名探偵コナン 瞳の中の暗殺者（2000年、原画）
- 名探偵コナン 天国へのカウントダウン（2001年、原画）
- アリーテ姫（2001年、原画）
- 爆転シュート ベイブレード THE MOVIE 激闘!! タカオVS大地（2002年、原画）
- 映画かいけつゾロリ だ・だ・だ・だいぼうけん!（2012年、作画監督）

## 小説
- 『天満明星池』（2015年6月、双葉社）